# Not the New Album EP
Not the New Album EP é o segundo EP da banda Zebrahead, lançado em 2008.

## Faixas
1. "Mental Health" — 3:15
2. "Photographs" — 3:23
3. "Politics" — 3:08

Faixas bónus iTunes
1. "The Art of Breaking Up" — 3:19
2. "We're Not a Cover Band, We're a Tribute Band" — 3:48

## Créditos
- Matty Lewis - Guitarra rítmica, vocal
- Ali Tabatabaee - Vocal
- Greg Bergdorf - Guitarra
- Ben Osmundson - Baixo
- Ed Udhus - Bateria, percussão